# Elaphoglossum yarumalense
Elaphoglossum yarumalense är en träjonväxtart som beskrevs av Georg Hans Emmo Wolfgang Hieronymus. Elaphoglossum yarumalense ingår i släktet Elaphoglossum och familjen Dryopteridaceae. Inga underarter finns listade.